# Fluorénylméthoxycarbonyle

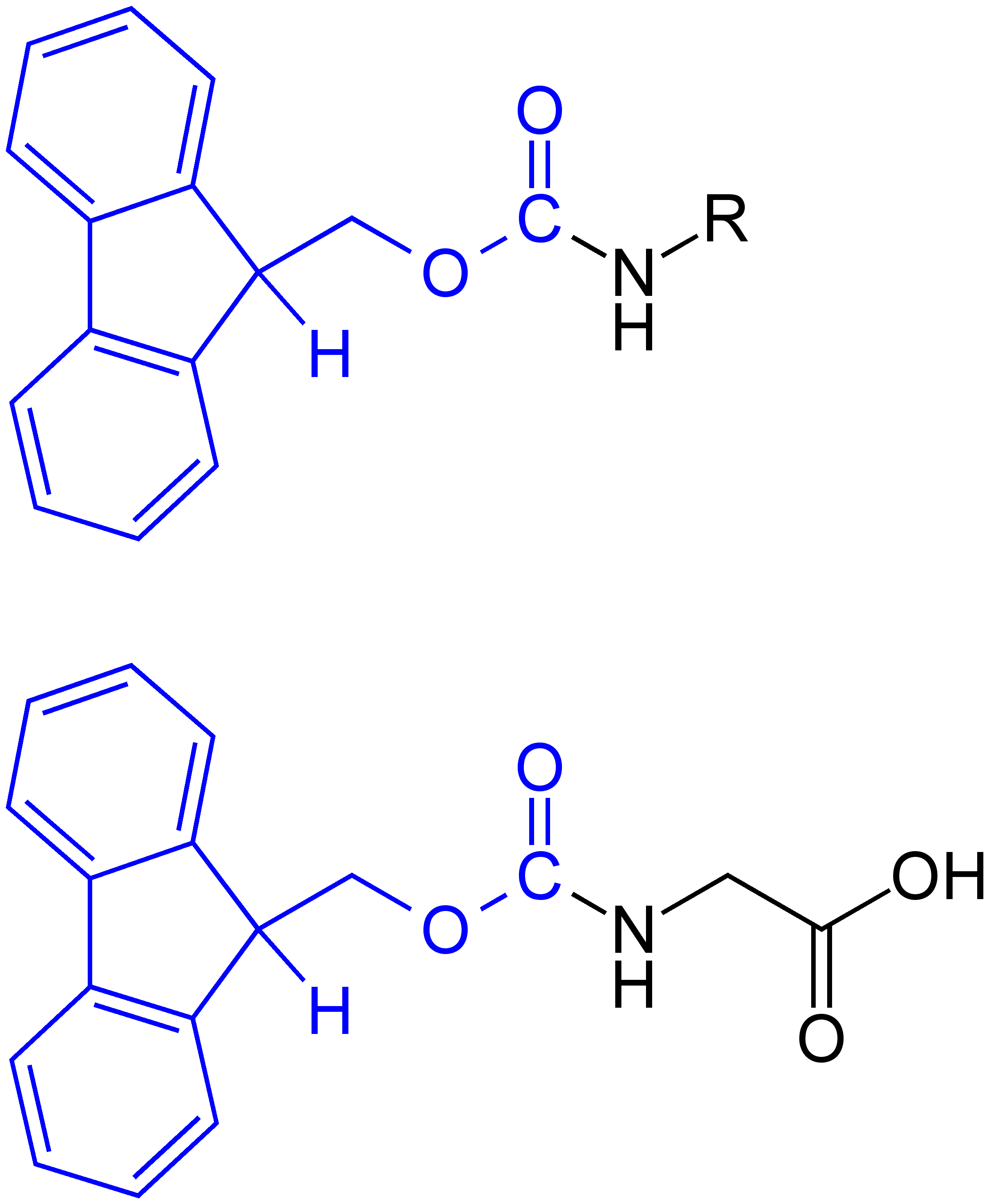
Groupe fluorénylméthoxycarbonyle (en bleu) lié à une amine primaire (en haut) ou au groupe amine d'un acide α-aminé tel que la glycine (en bas).
MW= 297.31 g/mol

Le fluorénylméthoxycarbonyle (Fmoc) est un groupe protecteur utilisé en chimie pour protéger les groupes amine, notamment lors de la synthèse de peptides pour protéger l'acide aminé suivant dans le sens de l'extrémité N-terminale du peptide. La combinaison de N-Fmoc et d'esters de tert-butyle forme une combinaison orthogonale idéale de groupes protecteurs et trouve de nombreuses applications dans la synthèse de peptides en phase solide.

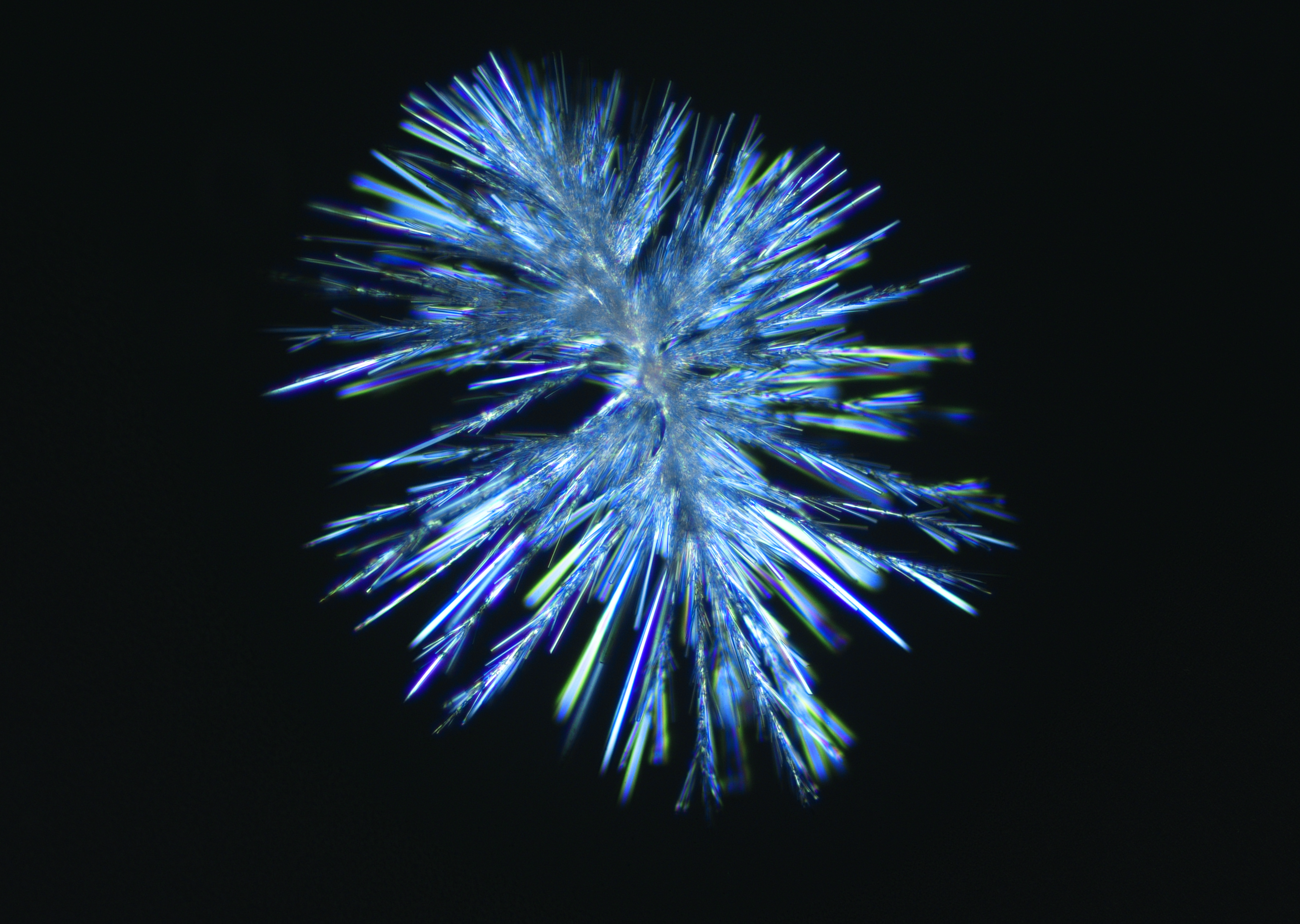
Auto-assemblage de tyrosine protégé par Fmoc.

En l'absence d'autres groupes fonctionnels susceptibles d'interférer avec cette réaction, la protection de la fonction amine par un groupe Fmoc est généralement obtenue en faisant réagir du chlorure de fluorénylméthoxycarbonyle (Fmoc-Cl) ou de N-(9-fluorénylméthoxycarbonyloxy)-succinimide (Fmoc-OSu) en présence d'une solution aqueuse d'hydrogénocarbonate de sodium. Les dérivés Fmoc de tous les acides aminés courants sont disponibles dans le commerce.
La fonction amine d'un acide aminé peut également être protégée par un groupe Fmoc à l'aide d'un dérivé de N-hydroxysuccinimide comme le Fmoc-ONSu.